# Domino (bande dessinée)
Pour les articles homonymes, voir Domino.
Domino est une série de bande dessinée parue pour la première fois en 1973 dans Le journal de Tintin.
- Scénario : Greg et Van Hamme.
- Dessins : Chéret.

## Naissance de la série[1]
« Au début des années septante, on voyait à la télévision un feuilleton américain qui m’a beaucoup marqué : Max la Menace. Cela racontait les aventures d’un détective privé un peu gaffeur. Je souhaitais créer une série qui implique ce genre d’humour et qui ne soit pas contemporaine. Greg et moi en avons discuté longuement pour mettre en chantier Domino…»
«  Greg a voulu arrêter de scénariser cette série car il avait trop de travail. C’est ainsi qu’il m’a présenté Van Hamme qui était un de ses amis. »

## Albums aux éditionsLombardetDargaud
1. Domino (scénario Greg), 1979[2].
2. Cavalcade pour Domino (scénario Van Hamme), 1979.
3. Domino contre Justicias (scénario Van Hamme), 1980.
4. Les Amours de Domino (scénario Van Hamme), 1981.
5. Domino et les Agents secrets (scénario Van Hamme), 1982.